# Geranium crenophilum
Geranium crenophilum är en näveväxtart som beskrevs av Pierre Edmond Boissier. Geranium crenophilum ingår i släktet nävor, och familjen näveväxter. Inga underarter finns listade i Catalogue of Life.